# Korbávmezei csata
A korbávmezei csata, vagy udbinai csata, krbavaföldi ütközet, korbávföldi ütközet, korbáviai csata 1493. szeptember 9-én zajlott le egy török és egy horvát sereg között a Lika melletti Krbavamezőn, Udbina község közelében. A hely neve horvátul: Krbava polje, a csata Krbavska bitka.
A törökök 1493-ban Boszniából törtek fel északnak fosztogatni és eljutottak osztrák földekre is. A vezérük Hadum Jakub pasa a boszniai szandzsák-bég feldúlta Horvát Zagorje és Stájerország egyes területeit vagy 8000 akindzsival (török könnyűlovasok), majd hazafelé tartott, amikor Derencsényi Imre (Mirko Derenčin) útját állta.
Derencsényi serege horvát és szlavón egységekből állt, amely 2-3000 nehézlovasból, 2000 gyalogosból és 5-8000 parasztból állt. Ez előbbi bizonyult mindössze méltó ellenfélnek a boszniai akindzsikkel szemben. A véres csatában a bán seregét megsemmisítették, s Derencsényi elesett, vele együtt a horvát nemesség színe-java és 10-13 ezer horvát. A törökök ezer embert vesztettek el.
Az esemény egyfajta horvát Rigómezőként értékelhető.

## Fordítás
- Ez a szócikk részben vagy egészben a Krbavska bitka című horvát Wikipédia-szócikk fordításán alapul.  Az eredeti cikk szerkesztőit annak laptörténete sorolja fel. Ez a jelzés csupán a megfogalmazás eredetét és a szerzői jogokat jelzi, nem szolgál a cikkben szereplő információk forrásmegjelöléseként.